# ビリジカタムトキシンB
ビリジカタムトキシンB（英：Viridicatumtoxin B）は2008年に発見された真菌由来のテトラサイクリン様抗生物質である。少数のアオカビから分離された。天然のビリジカタムトキシンBと一致する合成構造により、その抗生物質活性に匹敵する、あるいはそれを上回る合成変異体が可能となる.。
ヒドロキシ基を欠くアナログはグラム陽性菌に対してオリジナルよりもさらに有効であった.。
溶解性、生分解性、可能性などに関する懸念は、臨床開発を開始する前に解決しなければならない。

## 歴史
ビリジカタムトキシンBはアオカビの種FR11の液体発酵培養の菌糸体から初めて分離された。

## 構造
質量分析法と核磁気共鳴のデータから、この物質はもともと11a',12'-エポキシドであると考えられていたが、後に構造が修正された。

## 効果
ビリジカタムトキシンBはメチシリン耐性黄色ブドウ球菌やキノロン耐性黄色ブドウ球菌を含む黄色ブドウ球菌の増殖を最小発育阻止濃度0.5μg/mlで阻害した。その効果はバンコマイシンと同程度であるが、テトラサイクリンの8～64倍である。

## 全合成
2013年にキリアコス・コスタ・ニコラウのグループによって、ラセミ体であるビリジカタムトキシンBの完全な全合成が完成した。